# Ventilago ochrocarpa
Ventilago ochrocarpa är en brakvedsväxtart som beskrevs av Jean Baptiste Louis Pierre. Ventilago ochrocarpa ingår i släktet Ventilago och familjen brakvedsväxter. Inga underarter finns listade i Catalogue of Life.